# Luna 2069
Luna 2069 è una storia a fumetti realizzata da Leo Ortolani in collaborazione con le agenzie spaziali italiana ed europea.
Nel marzo 2019 Leo Ortolani annuncia che sta realizzando per la casa editrice Feltrinelli Comics la seconda delle tre graphic novel realizzate in collaborazione con le agenzie spaziali italiana ed europea, dopo il successo di C'è spazio per tutti, nuovamente per protagonista Rat-Man. Stavolta accanto al protagonista è presente la "versione a fumetti" dell'astronauta italiano Luca Parmitano. L'opera esce a Lucca Comics and Games 2019, in occasione delle celebrazioni per il cinquantesimo anniversario dallo sbarco del primo uomo sulla luna.